# Cronartium ribicola

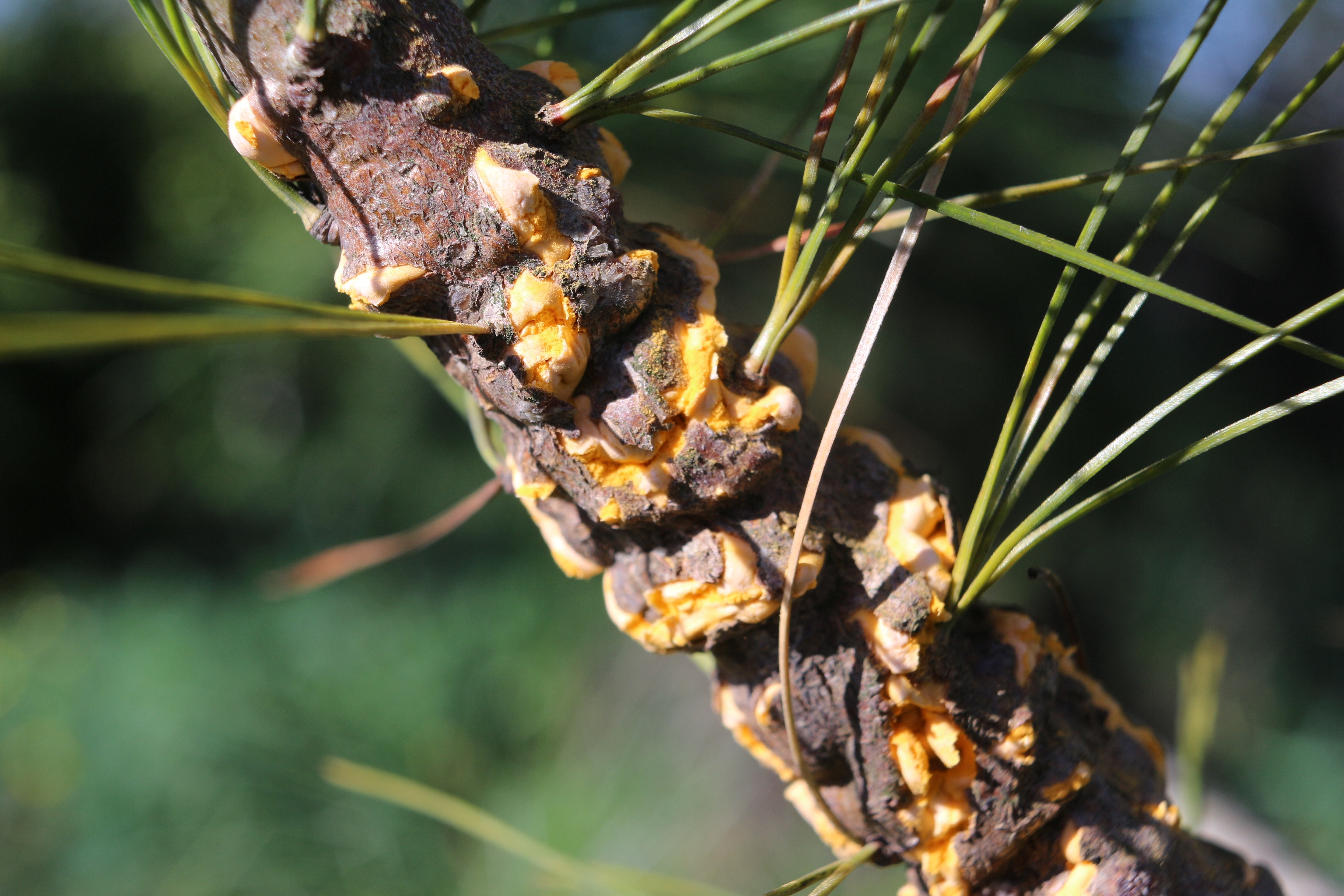
Objawy rdzy wejmutkowo-porzeczkowej na pędach wejmutki

Cronartium ribicola J.C. Fisch. – gatunek grzybów z rodziny Cronartiaceae.

## Systematyka i nazewnictwo
Pozycja w klasyfikacji według Index Fungorum: Cronartium, Cronartiaceae, Pucciniales, Incertae sedis, Pucciniomycetes, Pucciniomycotina, Basidiomycota, Fungi.
Synonimy nazwy naukowej:
- Cronartium ribicola A. Dietr. 1856
- Peridermium indicum Colley & M.W. Taylor 1927
- Peridermium kurilense Dietel 1905
- Peridermium strobi Kleb. 1888

## Cykl rozwojowy
Jest to pasożyt dwudomowy, czyli taki, który dla pełnego cyklu rozwojowego potrzebuje dwóch gatunków roślin żywicielskich: część rozwoju odbywa na liściach porzeczek, część na liściach i pędach sosen. Cykl rozwojowy trwa 5-7 lat i grzyb wytwarza w tym czasie 5 różnego rodzaju zarodników. Grzybnia na liściach porzeczki wytwarza podstawki, w których na drodze płciowej powstają bazydiospory (zarodniki podstawkowe). Kiełkujące na igłach sosen bazydiospory wytwarzają strzępki wnikające przez aparaty oddechowe lub wprost przez ściany komórkowe do wnętrza igieł. Tutaj wiązkami przewodzącymi strzępki przedostają się do pędu, w którym rozgałęziają się i zajmują przestrzenie międzykomórkowe pomiędzy korą, łykiem i naczyniami. Na porażonych częściach pędu sosny powstają niewielkie nabrzmienia, w których znajdują się dwa rodzaje owocników: pyknidia i ecja, a w nich powstają dwa rodzaje zarodników pykniospory i ecjospory. Ecjospory przenoszone przez wiatr mogą zainfekować porzeczkę. Na liściach porzeczki powstają dwa nowe rodzaje zarodników: urediniospory i teliospory. 
Sosny mogą być zaatakowane wyłącznie przez bazydiospory powstające na liściach porzeczek, natomiast porzeczki mogą być infekowane zarówno przez ecjospory powstające na pędach sosny, jak i urediniospory powstające na porzeczkach i dokonujące infekcji wtórnej. W ciągu roku może powstać kilka pokoleń urediniospor rozprzestrzeniających chorobę wśród porzeczek. Mogą one zimować na opadłych liściach lub w glebie i w następnym roku już od wiosny zarażać porzeczkę. Wytwarzane na porzeczkach teliospory pełnią natomiast inną rolę: po krótkim okresie spoczynku kiełkują wytwarzając podstawki, na których od końca lata do jesieni powstają bazydiospory mogące zarażać sosny. 
Na urediniach i grzybni Cronartium ribicola rozwija się nadpasożyt Ramularia uredinis.

## Znaczenie
Grzyb pasożytniczy, wywołujący chorobę o nazwie rdza wejmutkowo-porzeczkowa. Jest to choroba o dużej szkodliwości. Atakuje sosny pięcioigłowe, takie, jak: sosna wejmutka, sosna zachodnia, sosna Lamberta, sosna giętka, sosna limba oraz porzeczki, zwłaszcza  porzeczkę czarną. Na plantacjach porzeczek wyrządza duże szkody i wymaga intensywnej ochrony chemicznej. W leśnictwie polskim ma mniejsze znaczenie, gdyż sosny pięcioigłowe nie są w Polsce pospolite, powoduje jednak duże szkody wśród sosen pięcioigłowych uprawianych jako rośliny ozdobne oraz w Tatrach, gdzie atakuje sosnę limbę. Dużo większa jest szkodliwość tej choroby w Europie Zachodniej i Ameryce Północnej, gdzie sosny pięcioigłowe są znacznie częstsze niż w polskich lasach.
O ile bazydiospory mogą z porzeczek zainfekować sosny oddalone nie więcej niż do 500 m, to ecjospory mogą być przenoszone znacznie dalej. Znane są przypadki przeniesienia ecjospor z sosen na porzeczki odlegle o 480 km. Wytwarzane na porzeczce urediniospory mogą zarażać inne porzeczki na  powierzchni 1,6 km².